# Греков, Александр Петрович (реставратор)
Алекса́ндр Петро́вич Гре́ков (1909 — 19 апреля 2000) — реставратор, художник, иконописец. Лауреат Государственной премии СССР в области литературы, искусства и архитектуры (1989), заслуженный деятель искусств Российской Федерации (1993), Почётный гражданин города Новгорода (1992).

## Биография
Александр Греков родился 12 сентября 1909 года в Санкт-Петербурге, в семье инженера путей сообщения — потомственного дворянина (предки отца — донские казаки, с 1804 получили дворянство за участие в различных военных походах). До Октябрьской революции семья Грековых жила в родовом имении в Саратовской губернии и в Санкт-Петербурге, после революции — сначала в Павловске, затем в Риге, в 1920 году — в Херсонесе близ Севастополя, откуда семья в том же году перебралась в Константинополь.

Супруги Грековы в мастерской по реставрации фресок церкви Спаса на Ковалёве

В 1927 году Александр впервые принимал участие в реставрационных работах — в реставрации росписей Константинопольской церкви в Сан-Стефано, проводимых под руководством Н. Парова, там же, в Константинополе, в 1928 году Александр окончил французский колледж Сан-Бенуа.
В 1928—1948 годах семья жила во Франции, сначала в Верхней Гаронне, а с 1932 года в Париже. Там в 1931—1933 годах Александр Греков учился на факультете живописи в трёхгодичной Парижской «Универсальной школе» (ВУЗе-экстернате), но школу так и не окончил, неудовлетворённый качеством преподавания.
В 1939 году после нападения фашистской Германии на Францию пошёл добровольцем во французскую армию, через 10 месяцев попал в плен, по окончании войны снова жил в Париже.
В 1948 году семья Грековых переезжает в СССР, в Ярославль, там Александр Петрович с 1955 года работал в Ярославской специальной научно-реставрационной мастерской, с 1962 года руководитель участка.

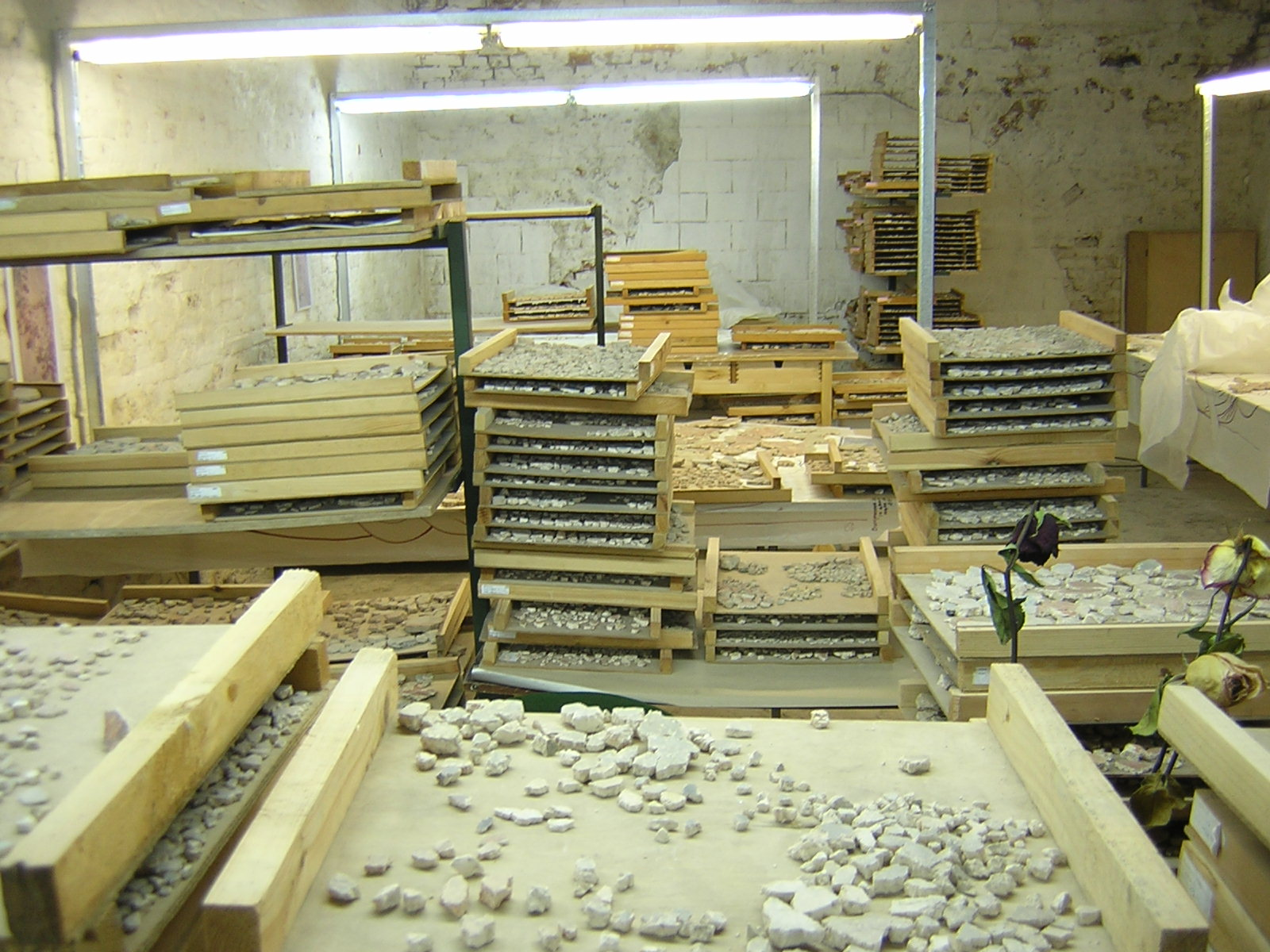
Мастерская, где реставраторы собирают фрески по методике Грековых

В 1965 году переехал в Москву и работал в объединении, которое позднее стало называться «Союзреставрация». Вскоре был назначен руководителем работ по восстановлению фресок XIV века церкви Спаса Преображения на Ковалёвом поле около Новгорода. Также принимал участие в реставрации росписей церкви Фёдора Стратилата, икон в музее Московского Кремля, а также дома Ульяновых в Ульяновске.
После 1969 года реставрационные работы велись в основном в лабораторных условиях.
А. П. Греков совместно с супругой В. Грековой отработал и применил на практике методику спасения фресок разрушенного памятника архитектуры. По этой методике сбор и сортировка раздробленных фресковых композиций производится по секторам, согласно их раннему расположению на стенах памятника. Такая методика позволяет примерно сгруппировать фрагменты по известным композициям и в дальнейшем методом кропотливого подбора восстанавливать слой фресковой живописи. Эта методика уникальна и в практическом воплощении является первым опытом в мировой реставрационной практике.
Вместе с супругой А. П. Греков внёс неоценимый вклад в возрождение и реставрацию, казалось бы, навсегда утраченных шедевров древнерусской фресковой живописи г. Новгорода.
С 1988 года мастерская под руководством Грекова систематически занималась копированием фресок церкви Спаса на Ковалёвом поле, церкви Спаса на Ильине улице и церкви Фёдора Стратилата на Ручью.

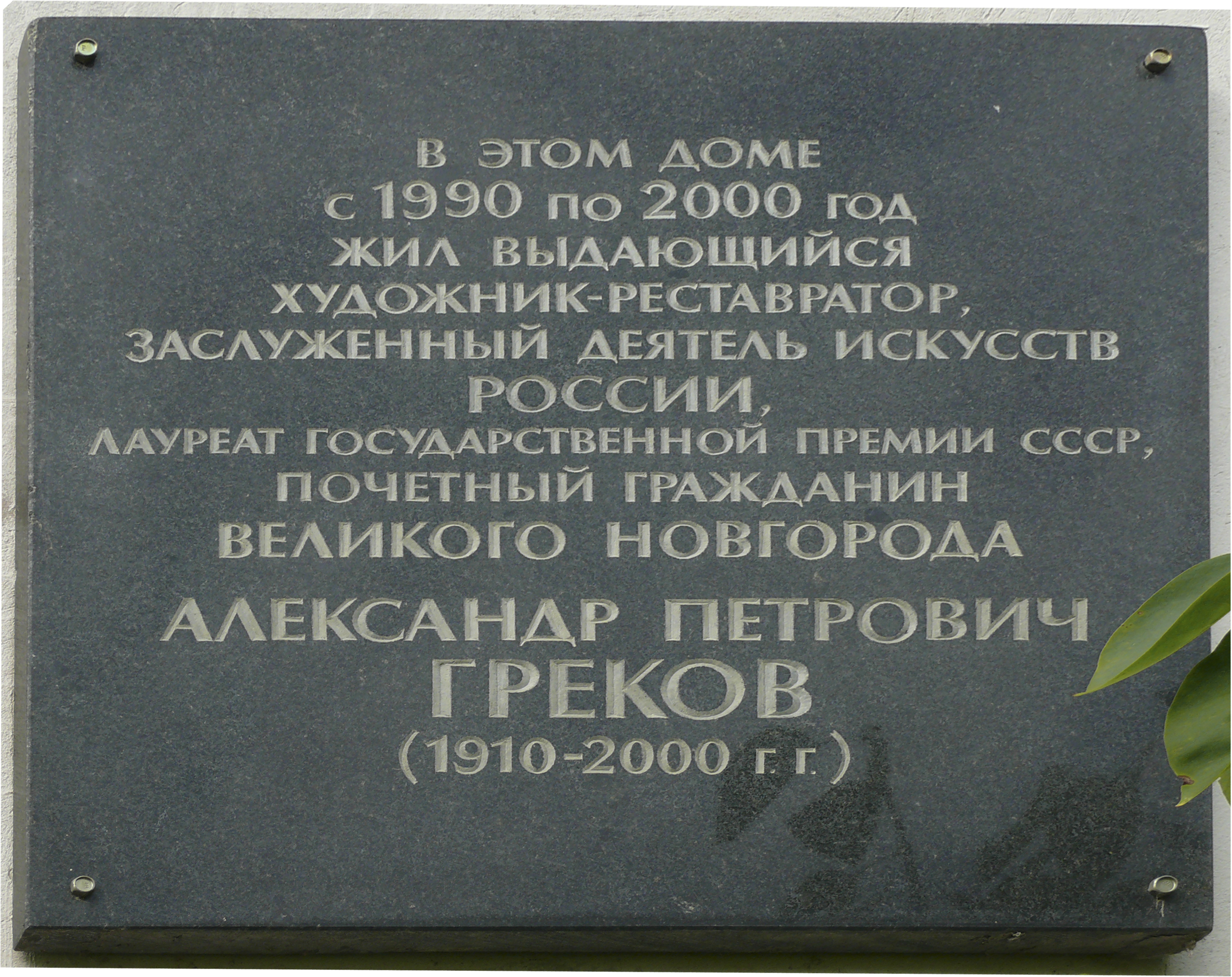
Памятная табличка на доме по Андреевской улице

Работы А. П. Грекова высоко оценены специалистами как в техническом, так и в художественном отношении. Академик Дмитрий Лихачёв назвал труд Грекова «выдающимся подвигом в искусстве».
Копии восстановленных им фресок неоднократно экспонировались на разного рода союзных и зарубежных выставках.
Среди множества публикаций в научных изданиях наиболее известной и ценной является книга А. П. Грекова «Фрески церкви Спаса Преображения на Ковалёве в Новгороде». Грековы создали свою реставрационную школу, которую прошли десятки людей, ставших впоследствии реставраторами.
Александр Греков скончался в апреле 2000 года. Похоронен на кладбище Хутынского монастыря (см. фото).

## Награды
- 1989 год — присвоение Государственной премии СССР в области литературы, искусства и архитектуры.
- 1992 год — присвоение звания «Почётный гражданин Новгорода»
- 1993 год — присвоение звания «Заслуженный деятель искусств России»
- 1999 год — награждение орденом Дружбы